# Ámokfutók
Ámokfutók è un gruppo musicale ungherese formatosi nel 1994.

## Storia del gruppo
Sono saliti al grando pubblico grazie alla pubblicazione avvenuta attraverso il gruppo locale della Warner Music Group del loro primo album in studio Sebességláz, che ha raggiunto la 6ª posizione della classifica degli album nazionale redatta dalla Magyar Hangfelvétel-kiadók Szövetsége, dove ha trascorso più di metà anno. Sono seguiti gli album numero uno Ezüst eső, che ha valso al gruppo la loro prima candidatura ai Fonogram Award come miglior album dance nazionale, e A szerelem hajnalán. Quest'ultimo ha riscosso un successo particolare, poiché è stato certificato platino dalla MAHASZ per aver venduto 50 000 CD in territorio ungherese.

## Discografia

### Album in studio
- 1994 – Sebességláz
- 1995 – Varázsolj el!
- 1996 – 3.
- 1997 – Van valami…
- 1999 – Ezüst eső
- 2000 – A szerelem hajnalán
- 2003 – Soha véget nem ér!
- 2018 – 25

### Raccolte
- 2001 – Best of 500.000

### Singoli
- 1995 – Szomorú szamuráj
- 1996 – Robinson
- 1997 – Meghalok egy csókodért!
- 1998 – Bújj mellém!
- 1998 – Csak a csillagok
- 1999 – Ezüst eső
- 1999 – Temess el szerelmedbe...
- 1999 – Neked adom
- 1999 – Angyalok álma...
- 1999 – Ne sírj!
- 2000 – Érted fáj...
- 2000 – Ha dalunk egyszer véget ér...
- 2000 – A szerelem hajnalán
- 2001 – Nem akarok sírni többé már...
- 2002 – Hiányzol